# Anatolij Kuschtsch
Anatolij Wassylowytsch Kuschtsch (* 30. November 1945 in Kiew, Ukrainische SSR) ist ein ukrainischer Bildhauer.

## Biographie
Anatolij Kuschtsch studierte bis 1972 an der Nationalen Akademie der Bildenden Künste und Architektur und arbeitete dort im Anschluss bis 1973 als Dozent.
Von 1973 bis 1977 war er als Doktorand an der Akademie der Künste der UdSSR und arbeitet seitdem freiberuflich als Bildhauer.

## Werk
Kuschtsch ist der Bildhauer von mehr als 65 Denkmäler und Monumentalskulpturen in Weißrussland, Polen, den USA und der Ukraine, darunter das Unabhängigkeitsdenkmal der Ukraine, das Ljadski-Tor und der Brunnen der Stadtgründer auf dem Majdan Nesaleschnosti, dem zentralen Platz der ukrainischen Hauptstadt Kiew.
Seine Werke befinden sich in Museen der Ukraine, Russland und anderer Staaten, wie auch in privaten Sammlungen in den USA, Deutschland, der Ukraine und Russland.

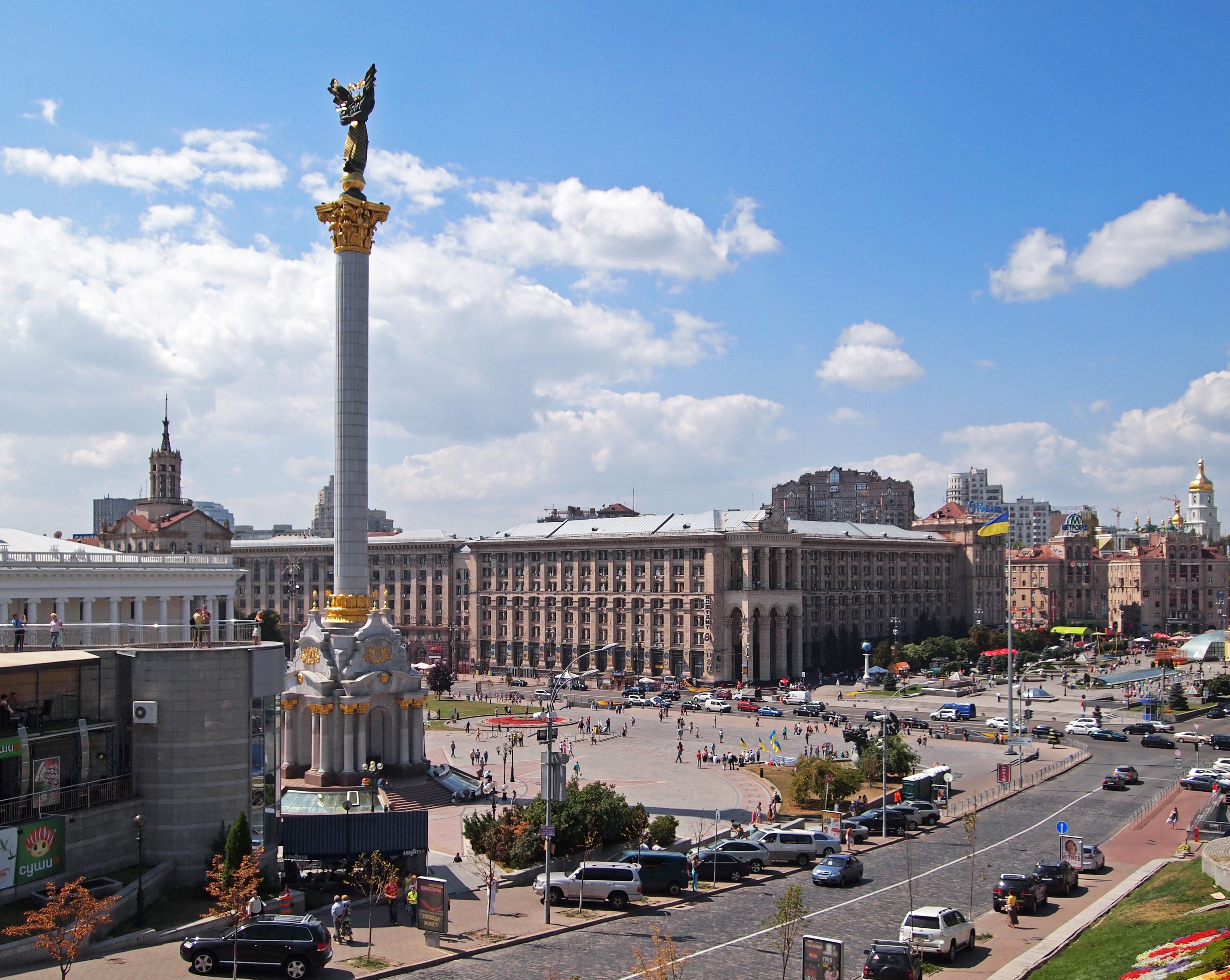
Unabhängigkeitsdenkmal der Ukraine

## Ehrungen
Kuschtsch erhielt eine Vielzahl von Ehrungen, Orden und Titel, darunter den eines Volkskünstler der Ukraine. Er ist Mitglied der Nationalen Union der Künstler der Ukraine und der Nationalen Akademie der Künste der Ukraine.

## Familie
Kuschtsch ist Vater der 1980 geborenen Künstlerin Chrystyna Katrakis (Христина Катракіс).